# Librado Silva Galeana
Librado Silva Galeana (Santa Ana Tlacotenco, 17 de agosto de 1942-Ciudad de México, 29 de abril de 2014)  fue profesor normalista de nivel básico, traductor, escritor y especialista en la lengua náhuatl, de la variante de Milpa Alta. Mexicano, reconocido como difusor e investigador de textos del náhuatl y su cultura. Se le reconoce un papel esencial en el rescate de textos en aquel idioma y de tradiciones difundidas por los hablantes de aquella lengua de manera oral.

## Biografía
Sus padres era hablantes nativos de náhuatl, que le transmitieron el conocimiento de aquella lengua. Interesado en la enseñanza y los idiomas, inicialmente estudió para maestro normalista y se dedicó a dicha labor desde 1964, año en que fue a la ciudad de Oaxaca a realizar su Servicio Social. En dicha ciudad conoció a quien fuera su esposa, la también profesora Elpidia Elena Cruz Díaz, con quien procrearía tres hijos. En el año de 1972  tuvo un accidente automovilístico en el que perdería la vida su hermano Gregorio Silva Galeana y que dejaría en el maestro Librado las secuelas de una osteomielitis crónica; para el año de 1977 ingresó a la Universidad Nacional Autónoma de México, ahí ingresó a la carrera de Estudios Latinoamericanos.  En el año de 1982 presentó un discurso en el homenaje que la Facultad de Estudios Superiores, Acatlán, le hiciera al Dr. Miguel León-Portilla; al terminar dicho homenaje el citado doctor León-Portilla invitó al maestro Silva Galeana a asistir al Seminario de Cultura Náhuatl, mismo que se llevaba a cabo en la Torre I de Humanidades, adjunta a la Facultad de Filosofía y Letras y que posteriormente se trasladaría al Instituto de Investigaciones Históricas de la UNAM, y al que no dejaría de asistir hasta poco tiempo antes de su fallecimiento.
En la revista llamada Estudios de Cultura Náhuatl, editada por el Instituto de Investigaciones Históricas, publicó varios trabajos entre cuentos, relatos y traducciones. Entre los trabajos que es importante destacar está la traducción al español de los textos conocidos como Huehuetlahtolli; testimonios de la antigua palabra, recopilados originalmente por el fraile franciscano Andrés de Olmos hacia 1535 y modificados y acrecentados por fray Juan Bautista Viseo.
De igual forma, realizó, junto al Dr. León-Portilla, la traducción de uno de los clásicos de la literatura universal titulado Cantares mexicanos; que son textos de los cantos que se hacían en diversas ocasiones en la antigüedad prehispánica y que son estudiados como parte de la amplia literatura que se creó antes de la llegada de los europeos a tierras americanas. Participó en la obra El náhuatl en el español de México, coordinada por Carlos Montemayor.
El Fondo Nacional para la Cultura y las Artes le dio una beca por su novela Los guardianes de la montaña misma que dejó inconclusa y que se está revisando para una posterior publicación.
Además del español y el náhuatl, también dominaba el inglés y el japonés.
El Departamento del Distrito Federal lo galardonó con el Premio Nezahualcóyotl de Lenguas Indígenas, por su difusión de la cultura náhuatl en 1994. 
Escribió varias obras en su lengua materna (el náhuatl) entre las que se pueden destacar el cuento Cozcacuauhco (En el lugar de las águilas reales); In temazcalli (El temazcal); La víspera del día de muertos (escrita en náhuatl y en español) y el cuento corto In huey ohtli (El gran camino).
Formó parte del grupo que dio inicio a la traducción del Códice Florentino, recopilado por fray Bernardino de Sahagún, cuya coordinación corría a cargo de la Dra. Pilar Máynez Vidal y el Dr. José Rubén Romero Galván. Comenzó a traducir el libro VI del mencionado Códice al lado del Dr. Miguel León-Portilla, aunque el fallecimiento de ambos dejó inconcluso el mencionado trabajo.
En el año 2011 sobrevino la muerte de quien fuera su compañera de toda la vida, la maestra Elpidia Elena Cruz Díaz, lo que dejó al maestro sumido en una muy fuerte tristeza de la que no pudo recuperarse; el día 29 de abril de 2014, el maestro Librado Silva Galeana dejó de existir en su casa particular.
En 2020, el buscador Google le dedicó un doodle en el aniversario de su nacimiento.